# Torre di Roncisvalle
La torre di Roncisvalle detta anche torre di Castionetto è una torre di osservazione situata a Chiuro, comune italiano in provincia di Sondrio. La massiccia torre sorge in contrada Castionetto ad un'altitudine di 689 m s.l.m. e viene tradizionalmente indicata come appartenuta a Stefano Quadrio, condottiero del XV secolo. Si affaccia sulla Valtellina a costituire, ancora oggi, un punto di osservazione preferenziale.
Non si conoscono documenti che attestino il periodo di costruzione, anche se gli studiosi sono concordi di inserire la torre tra il XIII e il XV secolo, ovvero il periodo di maggior floridezza per la famiglia Quadrio che si era insediata a Chiuro.
Il toponimo "Roncisvalle" evoca il leggendario luogo della Rotta di Roncisvalle nella Navarra spagnola. Compare negli atti notarli del Medioevo. In uno di questi, redatto nel 1460 per una vendita di Maria Maffina ad Andrea Maffina, si cita “la vigna, il campo, la selva, la canipa(1), l'astregata(2), lo stabulo con masione(3), cucina a focho murata(4), due corti e andeto(5) in contrada de Castione ubi dictor ad dossum majorem seu ad Ronzivallem” che significa "la vigna, il campo, la selva, la stanza per la conservazione dei cereali e adibita alla fermentazione delle uve(1), la stanza lastricata in pietra per battere segale, orzo e avena(2), la stalla con fienile(3), la cucina con i fuochi in muratura(4), due corti e passaggio di proprietà(5) in contrada di Castione, denominata 'Dosso Maggiore' ovvero presso 'Roncisvalle'".
Lo studioso Cesare Segre riconduce il nome all’etimo roscida valle, "valle umida" e a roscidare. Ma anche a ronco e runchet ("runcare": dissodare un terreno per un nuovo impianto vitato).

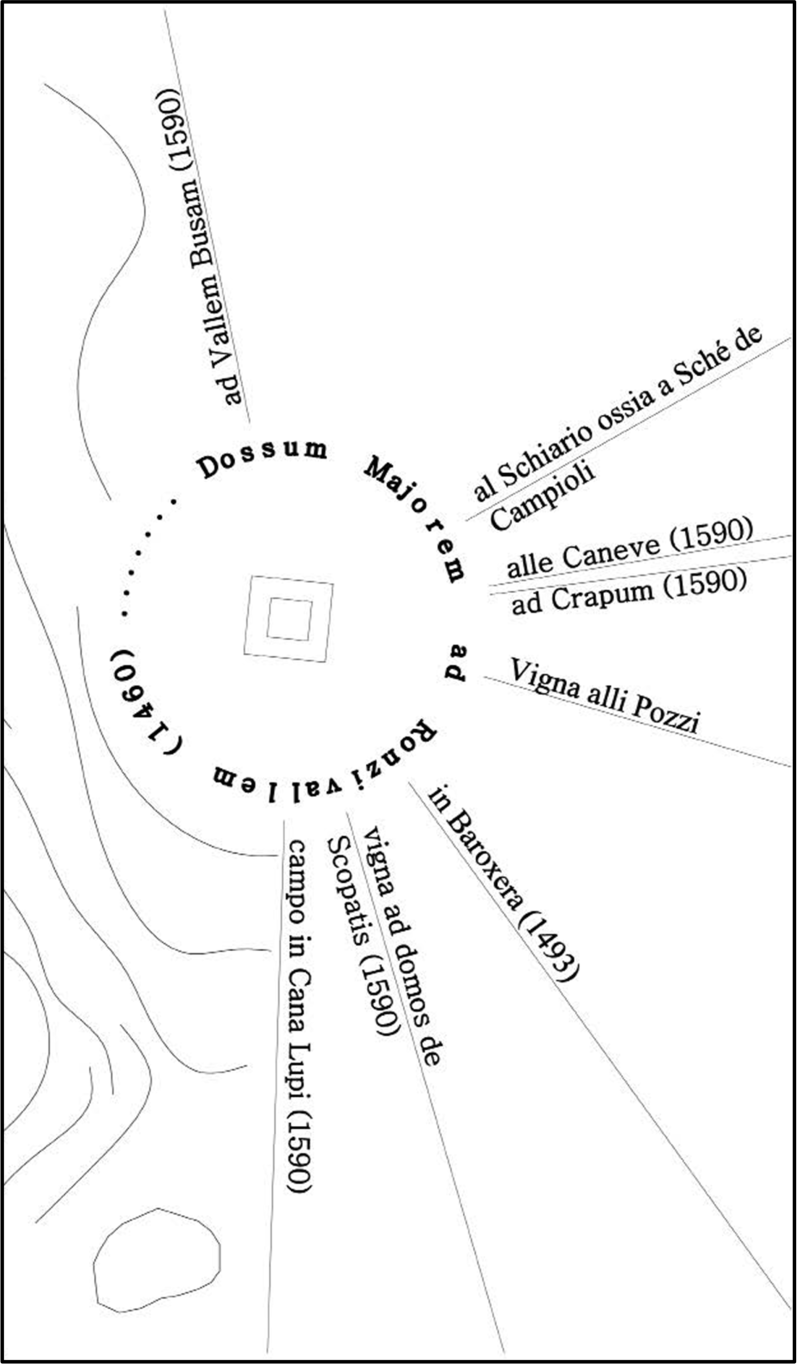
La cartina stilizzata con i nomi storici dei sentieri che partivano dalla torre

## Storia
La famiglia Quadrio, originaria di Como, emigrò verso il XII secolo, in seguito alle lotte fra Guelfi e Ghibellini. Fra la fine del 1300 e la prima metà del 1400 con Stefano Quadrio (Milite), il paese di Chiuro raggiunse un florido periodo economico e politico. Stefano fece costruire il palazzo fortificato ad Visnatem ("presso Visnate", antico nome della contrada di Chiuro, dove c’è il palazzo fortificato dei Quadrio), di cui rimangono le testimonianze in via Torre, e possedeva un castello a Sazzo; Chiuro era costellato di torri delle quali si riconoscono ancora le parti inferiori inglobate poi nell’edificazione successiva.
Egidio Pedrotti, in Castelli e torri valtellinesi”, scrive che la torre venne utilizzata dal comandante sforzesco Zenone Gropello, come base di appoggio insieme alle fortificazioni di Chiuro, in seguito alla prima incursione dei Grigioni in Valtellina nel 1486-1487.
È probabile che durante la dominazione dei Grigioni anche la torre di Castionetto subì le stesse vicende delle fortificazioni della provincia di Sondrio: allo scopo di rendere più sicura la dominazione, i Grigioni resero inutilizzabili dal punto di vista militare le fortificazioni disseminate sul territorio conquistato.
In un documento conservato presso l’archivio Parrocchiale di Chiuro datato 1622, la torre appartiene alla Scuola del Rosario. Questa scuola rimane proprietaria con i terreni circostanti sino ai primi dell’Ottocento quando risulta invece di proprietà della Scuola del SS. Sacramento.
Nella prima metà dell’Ottocento nei registri del Catasto Lombardo Veneto i terreni sono di proprietà del Comune di Chiuro. Nel 1885, il rogito Lavizzari, testimonia che i terreni e la torre vengono espropriati, divenendo proprietà comunale.
Da allora la torre cade nell’oblio, pur conservando pienamente il carattere monumentale.
I restauri effettuati nei primi anni del 2000, finanziati ai sensi della legge n.102/90 comunemente nota come Legge Valtellina, hanno consentito la fruibilità e la conservazione del monumento.

## Descrizione
È una costruzione poderosa (lunghezza 11 m, larghezza 11 m, altezza 15 m) rispetto a quelle sopravvissute di Teglio, Castello dell’Acqua, le due torri comprese nei rispettivi castelli del Grumello, la torre di Mancapane sopra Montagna, le due torri di Castel Masegra, la torre del castello di Santa Maria di Tirano e quella compresa nel castello di Bellaguarda di Tovo S. Agata. Considerata la solidità della struttura, con muri che alla base raggiungono i 2,5 m di larghezza, la torre aveva certamente un ruolo non solo di avvistamento ma anche difensivo. Infatti, nel 1487 la torre, difesa da Zenone Groppello, fu un valido baluardo contro la tentata invasione dei Grigioni. La torre è stata recentemente restaurata dopo secoli di abbandono e riaperta al pubblico nel maggio del 2003.
Significativi sono gli aspetti formali, che provengono dalla tradizione architettonica lombarda, ove sono riprese le forme "costruttive" esaltate anche dai materiali adottati e dalla qualità del dettaglio: le finestre archiacute ottenute da conci giustapposti. L’unitarietà che presentano i fronti sono il risultato di scelte costruttive che derivano dall’unificazione di misure e materiali, definita per corsi in pietra e per gli angolari con le caratteristiche "bugne".
L’apertura al primo piano costituiva l’entrata alla quale si accedeva mediante un ponte levatoio azionato entro un vano posto al di sopra. L’attuale ingresso corrisponde a un precedente varco.
I due ambienti al piano terra e al primo piano hanno la volta a botte; per accedere all’attuale secondo vano si procede mediante una scala in pietra.